# كايل جوزيف
كايل جوزيف (بالإنجليزية: Kyle Joseph) هو لاعب كرة قدم بريطاني، ولد في 10 سبتمبر 2001.